# Dry River (vattendrag i Australien, New South Wales)
Dry River är ett vattendrag i Australien. Det ligger i delstaten New South Wales, i den sydöstra delen av landet, omkring 320 kilometer söder om delstatshuvudstaden Sydney.
I omgivningarna runt Dry River växer i huvudsak städsegrön lövskog. Genomsnittlig årsnederbörd är 1 251 millimeter. Den regnigaste månaden är juni, med i genomsnitt 176 mm nederbörd, och den torraste är juli, med 4 mm nederbörd.